# Key Largo (Florida)
Key Largo is een plaats (census-designated place) in de Amerikaanse staat Florida, en valt bestuurlijk gezien onder Monroe County. De plaats ligt op het eiland Key Largo, een van de bovenste Florida Keys. De naam komt van het Spaanse Cayo Largo, of "long key". Key Largo is het eerste van de eilanden van de Florida Keys en het startpunt van de Overseas Highway naar Key West.
In Key Largo en de aangrenzende zone van de Atlantische Oceaan bevindt zich het John Pennekamp Coral Reef State Park.

## Demografie
Bij de volkstelling in 2000 werd het aantal inwoners vastgesteld op 11.886.

## Geografie
Volgens het United States Census Bureau beslaat de plaats een oppervlakte van
39,6 km², waarvan 31,5 km² land en 8,1 km² water.

## Plaatsen in de nabije omgeving
De onderstaande figuur toont nabijgelegen plaatsen in een straal van 48 km rond Key Largo.